# Palência (província)
Palência ou Palença (em espanhol: Palencia) é uma província no Norte da Espanha, na parte Norte da comunidade autónoma de Castela e Leão. A sua capital é a cidade de Palência.
A província contém 191 municípios, dos quais mais de metade são vilas de menos de 200 habitantes.

## Comarcas
- El Cerrato palentino
- Brezo
- Alto Carrión
- Montaña Palentina
- Camino de Santiago
- Tierra de Campos
- Campoo
- Carrión
- Ojeda
- Vega-Valdavia